# Авам (приток Дудыпты)
Авам — река в Таймырском Долгано-Ненецком районе Красноярского края России, левый приток Дудыпты. Длина реки — 115 км (от истока Большого Авама — 241 км), площадь водосборного бассейна — 7230 км².
Река образуется слиянием рек Большой Авам и Малый Авам на северных склонах плато Путорана на высоте 77 м над уровнем моря. В верховьях течёт преимущественно на север, в среднем течении — на восток, а в нижнем течении — снова на север. Протекает по лесотундре с преобладанием лиственницы. Берега часто обрывистые. В бассейне большое число некрупных озёр, а также крупное озеро Сохатиное. В среднем течении, после впадения Чопко, русло расширяется до 183 м. Впадает в Дудыпту слева в 135 км от ее устья, к северо-западу от возвышенности Малый Камень, на высоте 22 м над уровнем моря. В 10 км от устья — посёлок Усть-Авам. В нижнем течении ширина русла достигает 147 м при глубине 1,8 м, скорость течения — 0,3-0,4 м/с.

## Основные притоки
Указаны поименованные притоки длиной 30 км и более.
| Название     | Расстояние от устья | Длина | Положение |
| ------------ | ------------------- | ----- | --------- |
| Пайтурма     | 25                  | 40    | левый     |
| Чопко        | 83                  | 150   | левый     |
| Кутуячин     | 97                  | 50    | правый    |
| Нича         | 99                  | 30    | левый     |
| Большой Авам | 115                 | 86    | правый    |
| Малый Авам   | 115                 | 79    | левый     |

## Данные водного реестра
По данным государственного водного реестра России и геоинформационной системы водохозяйственного районирования территории РФ, подготовленной Федеральным агентством водных ресурсов:
- Бассейновый округ — Енисейский
- Речной бассейн — Пясина
- Речной подбассейн — нет
- Водохозяйственный участок — Пясина и другие реки бассейна Карского моря от восточной границы бассейна Енисейского залива до западной границы бассейна реки Каменная
- Код объекта в государственном водном реестре — 17020000112116100122323[5].